# Гримбл
«Гримбл» — детская книга, написанная британским телеведущим , писателем и политиком немецкого происхождения Клементом Фрейдом. Книга впервые выгла в свет в 1968 году в издательстве «William Collins, Sons». Несколько лет спустя было опубликовано продолжение «Гримбл на Рождество». Книгу проиллюстрировал художник Фрэнк Фрэнсис. В 1970-х годах эти две книги были опубликованы издательством «Puffin Books» в сборнике с рисунками Квентина Блейка.

## Из суперобложки
«Что бы ты сделал, если: у вас не было фиксированного дня рождения? ваши родители обычно общались с вами в записках? вы пришли домой из школы в понедельник и обнаружили, что ваши родители без предупреждения уехали в Перу?»

## Краткий сюжет
Гримбл — это мальчик десяти лет, у которого весьма эксцентричные родители. Однажды, вернувшись из школы, Гримбл не находит родителей: они уехали в туристическую поездку в Перу на неделю, оставив ему холодильник, наполненный бутылками чая, духовку, полную бутербродов, банку, полную шестипенсовых монет, и список из пяти имен и адресов людей. В записке было сказано, что Гримбл может прийти по одному из адресов, где его накормят ужином. Каждый день он посещает новый адрес, хотя каждый раз его хозяин где-то отсутствует. Книга представляет собой юмористический рассказ о его жизни в одиночестве в течение пяти дней.

## «Гримбл» в популярной культуре
Книгу читали в детском телешоу BBC Jackanory, и автор Клемент Фрейд получил 23 500 писем с отзывами о его работе. Среди них было 64 письма с жалобами от школьных учителей, которые сочли книгу вредной для детей.
Джоан Роулинг, Нил Гейман и Лорен Чайлд назвали эту работу своей любимой книгой.
В 2005 году книга была переиздана в антологии.